# 今治タオル体操
今治タオル体操（いまばりタオルたいそう）は、今治タオル体操愛好会によって考案された体操。

## 概要
2000年に「今治市生活文化女性塾」などの参加者たちが、市民の健康づくりと愛媛県今治市の特産品のタオル産業活性化を目的に発表された。
体操の所要時間は約3分で、「座位編」、「立位編」、ロック調の曲に合わせた「ニューバージョン編」の3種類がある。タオルを使って筋肉を伸ばす体操で、地元の愛媛県今治市で古くから伝わる「木山音頭」をアレンジした曲に合わせて動くのが特徴である。
テレビ番組で肩こりに効くと取り上げられ話題となった。

## 取り組み
- 今治タオル体操愛好会が四国タオル工業組合などの後押しを受け、今治市内の福祉施設などで普及活動を行っている。2012年には愛好会の会員などが東日本大震災の被災地支援の一環として宮城県で体操の紹介を行った[1]。
- 2013年4月には講談社から「今治タオル体操」のDVD付き解説本が全国販売された[2]。
- 今治市では始業前に市職員らが行っているラジオ体操をやめ、2013年6月3日からは「今治タオル体操」に切り替えた[3]。

## 出版物
- 「DVD付き 今治タオル体操」 - 講談社 2013年4月25日刊行 ISBN 978-4-06-299783-6